# Động đất Papua 2010
Động đất Papua 2010 là trận động đất xảy ra vào lúc 12:16 (theo giờ địa phương), ngày 16 tháng 6 năm 2010. Trận động đất có cường độ 7.0 richter, tâm chấn độ sâu khoảng 15 km. Hậu quả trận động đất đã làm 17 người chết, 75 người bị thương.